# 八神さおり
八神 さおり（やがみ さおり、1990年8月8日 - ）は、日本のAV女優。エイトマン所属。

## 略歴・人物
三重県出身。
2016年9月、E-BODYの専属女優としてデビューした巨乳AV女優。AVデビュー前は関西地区でタレントとして活動していた。
2017年3月よりFitch、5月よりアタッカーズの専属女優として活動するが、同年中に活動を休止。
2019年にAV女優としての活動を再開。同年10月から12月まではマドンナ専属。
現在は名古屋の風俗店で勤務している。

## 作品

### アダルトDVD
2016年
- E-BODY専属デビュー 本物Icup芸能人 八神さおり（9月1日、E-BODY）※AV OPEN 2016 女優部門3位
- 絶頂102回!! 本物芸能人の激イキ! 初体験セックス 女肉痙攣絶頂ブルブルSP（10月13日、E-BODY）
- 本物芸能人の超ヌルヌルご奉仕風俗嬢Icup密着フルコース（11月19日、E-BODY）
- 爆乳芸能人のIカップ喰いこみむっちり肉感コス（12月19日、E-BODY）

2017年
- SEX大好きIカップ芸能人・八神さおりを1ヶ月間の禁欲焦らし!からの強力媚薬投与SEX!（1月25日、E-BODY）
- 着衣美巨乳で誘惑してくるIcup妻（2月25日、E-BODY）
- 童貞弟を誘惑したつもりが…まさかの逆転! 超絶倫弟にハメられまくる無防備な爆乳姉（3月13日、Fitch）
- むしゃぶりつきたい女 オナ禁ハメ禁のあげく媚薬で理性がぶっ飛んだ美しい熟成爆乳（4月25日、Fitch）
- あなた、許して…。 ―淫らな淫らな白昼夢―（5月25日、アタッカーズ）
- 脱獄者（6月19日、アタッカーズ）
- 隣人は憧れのお姉さん（7月25日、アタッカーズ）
- 前略、妻が犯されました。（9月7日、アタッカーズ）
- Iカップ芸能人 八神さおり 全E-BODY作品コンプリートBEST 18本番12時間スペシャル（10月13日、E-BODY）※ベスト版

2019年
- 独占欲の強い夫が渋々巨乳妻の会社勤めを許した結果、なぜか弟に寝取らせたくなった話。（2月2日、アタッカーズ）
- 震える乳房（3月7日、アタッカーズ）
- 『ダメ!今、動いたら…やめられなくなっちゃう!』 童貞でオナニーばかりしている僕を不憫に思った義理の母ちゃんが「最後までは出来ないけど擦り付けるだけだったらいいよ」まさかの素股OK! 4 絶対に挿れたい僕はチ○ポがクリトリスに当たるように腰をグラインドして母ちゃんがイった瞬間ヌルズボ!!抜くスキを与えない激しいモンキーピストンセックスで中出しまでしちゃいました!!!（4月7日、ヴィーナス）
- 母の親友（5月19日、ヴィーナス）
- マドンナ専属決定 変化 八つの『神』で魅了する―。八神さおり 3本番!!（10月25日、マドンナ）
- マジックミラーNTR 鏡越しに目撃した妻と上司の衝撃的浮気映像（11月25日、マドンナ）
- 暴風雨 息子の嫁と二人だけの夜（12月25日、マドンナ）

2020年
- つれない嫁 (4月1日、プラネットプラス)

### アダルトVR
- 八神さおりVR解禁!! ふわふわHcup!! 無自覚にエロい巨乳不動産レディの物件案内。密室でドキドキ…Yシャツからこぼれるおっぱいでムラムラしちゃってなかなか僕は部屋を決める事が出来ない―。(困)（2019年12月27日、マドンナ）

## 出演

### 映画
- ビジランテ（2017年12月9日、東京テアトル） - 「デリヘル嬢」役

### テレビ
- 今夜もハッスル（サンテレビ） - ハッスルガールズとしてレギュラー出演

## 雑誌
- 週刊現代 2016年8月6日号（講談社） - 袋とじ「関西で大人気のバラドル Iカップの初ヘアヌード!」
- FRIDAY 2016年7月8日号（講談社） - 袋とじ「関西で人気のバラドル八神さおりが脱いじゃった!「ムッチムチH乳ヘアヌード」の衝撃!」
- 週刊実話 2016年12月1日号（日本ジャーナル出版） - グラビア「Iゆえに」